# تام کالن
تام کالن (به انگلیسی Tom Cullen) متولد ۱۷ ژوئیه ۱۹۸۵ یک بازیگر و نویسنده اهل ویلز بریتانیا است.

## آغاز زندگی
او در آبریستویث شهرستان دایفد زاده شد و پسر دو نویسنده است و دو خواهر دارد. پیش از اینکه در پی حرفه بازیگری برود یک رستوران مکزیکی را مدیریت می‌کرد و به نوازندگی نیز مشغول بود. پس از اینکه یک سال را در دانشکده مرکزی سخنرانی و تئاتر گذراند از دانشگاه سلطنتی موزیک و تئاتر ولز در سال ۲۰۰۹ با رتبه اول در بازیگری فارغ‌التحصیل شد.

## فعالیت‌ها

### فیلم
- ۱۰۰ خیابان
- پایان هفته
- آخرین روزها در مریخ
- رقصنده صحرا
- قلعه در زمین
- پسر من

### فیلم کوتاه
- اتاق ۸

### تلویزیون
- دانتون ابی
- ویرانی گسترده
- پن تالر (قلم سخن می‌گوید)
- آینه سیاه (سریال تلویزیونی)
- جهان بدون پایان

## جوایز و نامزدی‌ها
| سال  | جایزه                         | رشته                          | اثر        | نتیجه    |
| ---- | ----------------------------- | ----------------------------- | ---------- | -------- |
| ۲۰۱۱ | جوایز انجمن منتقدان فیلم لندن | بازیگر بریتانیایی سال         | پایان هفته | نامزدشده |
| ۲۰۱۱ | جشنواره فیلم لندن             | بهترین تازه‌وارد               | پایان هفته | نامزدشده |
| ۲۰۱۱ | جشنواره فیلم نشویل            | بهترین بازیگر                 | پایان هفته | برنده    |
| ۲۰۱۱ | جایزهٔ فیلم مستقل بریتانیا     | بهترین تازه‌وارد               | پایان هفته | برنده    |
| ۲۰۱۶ | جایزه انجمن بازیگران فیلم     | اجرای برجسته در یک سریال درام | دانتون ابی | برنده    |